# Isola Catalina
L'isola Catalina  (Isla Catalina) è un'isola tropicale del mare dei Caraïbi, situata a circa 2 Km dalla costa sud-orientale, della Repubblica Dominicana, di cui fa parte, appartenendo alla provincia La Romana.

## Geografia
L'isola ha una superficie di soli 9,6 chilometri quadrati, ed è un eterogeneo insieme di ecosistemi compresi duna di sabbia, mangrovie, e barriera corallina.
Si tratta di un'isola corallina, formata da tre altipiani sovrapposti. Il punto più alto dell'isola è a meno di venti metri sopra il livello del mare. I mari che circondano l'isola sono ricchi di fauna selvatica, con molte specie di uccelli e pesci tropicali, e ci sono vaste aree, anche ad una certa distanza dalla costa, dove banchi di sabbia sottomarini, portano la profondità dell'acqua a poche decine di centimetri.

## Storia
L'isola, conosciuta dagli indios con il nome di Labanea o Toeya, venne battezzata "Santa Catalina" da Cristoforo Colombo, che la scoprì, nel maggio del 1494, in onore della figlia della regina Isabella di Castiglia

## Turismo
L'isola Catalina è l'ideale per le immersioni e lo snorkeling. Le sue spiagge vergini di fine sabbia bianca e acque calme e cristalline fanno di Catalina un posto assolutamente meraviglioso. Le sue acque pullulano di coralli, tra cui un "Museo vivente del mare" seguito dalla scoperta dopo tre secoli del naufragio del capitano Kidd a 21 metri di profondità, appena fuori dall'isola.